# هوالیان
هوالیان (به لاتین: Hualien City) یک شهر در تایوان است که در شهرستان هوالیان واقع شده‌است.

## خصوصیات
هوالیان ۲۹٫۴۱ کیلومترمربع مساحت و ۱۰۶٬۳۶۸ نفر جمعیت دارد.

## خواهرخوانده
شهرهای البوکرکی و اولسان خواهرخوانده‌های هوالیان هستند.

## نگارخانه

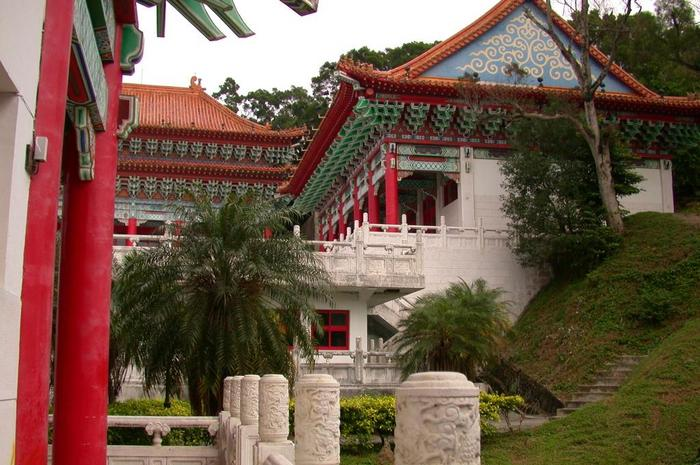
یادبود شهدای هوالیان
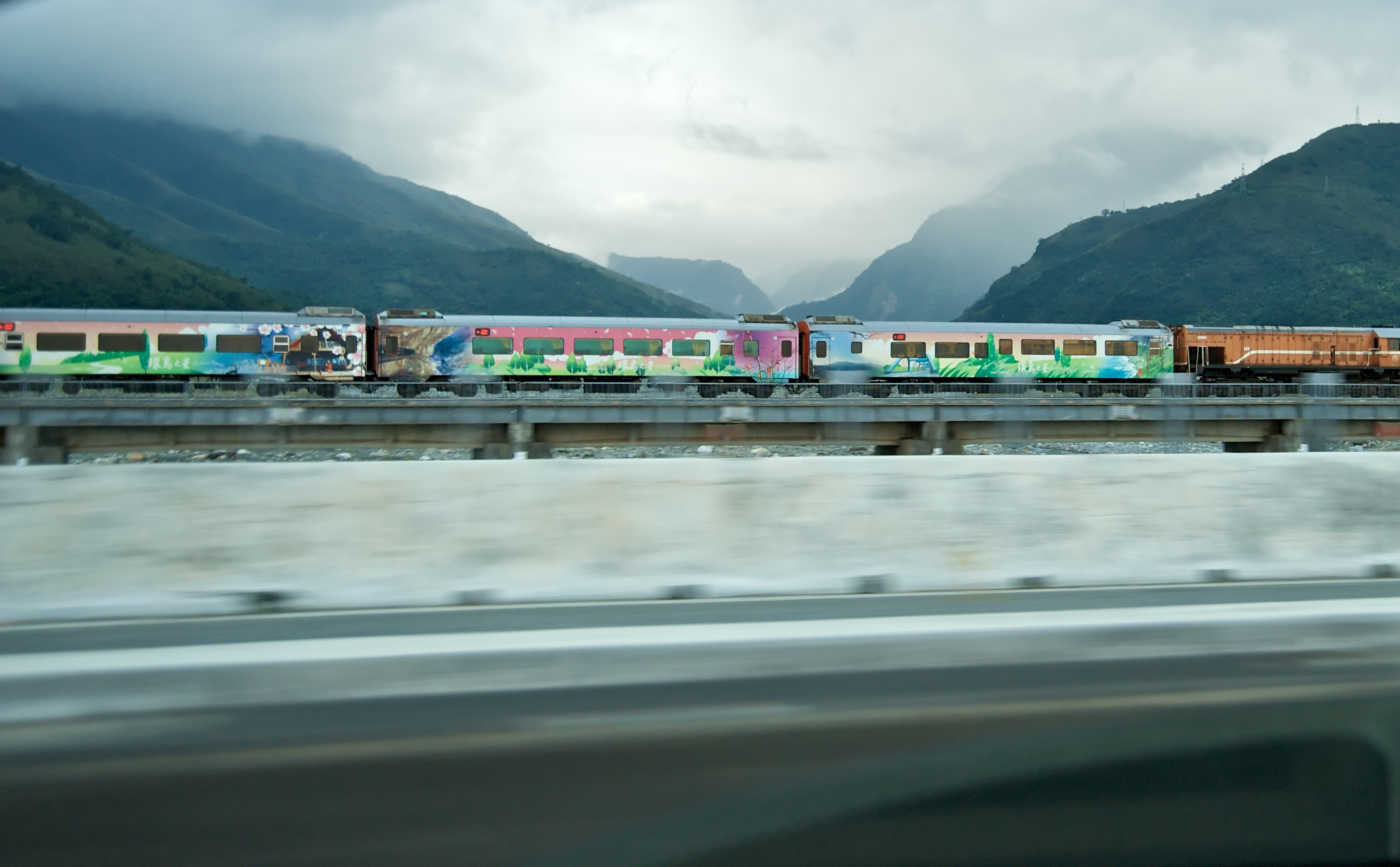
قطار اکسپرس توریستی فورموسا
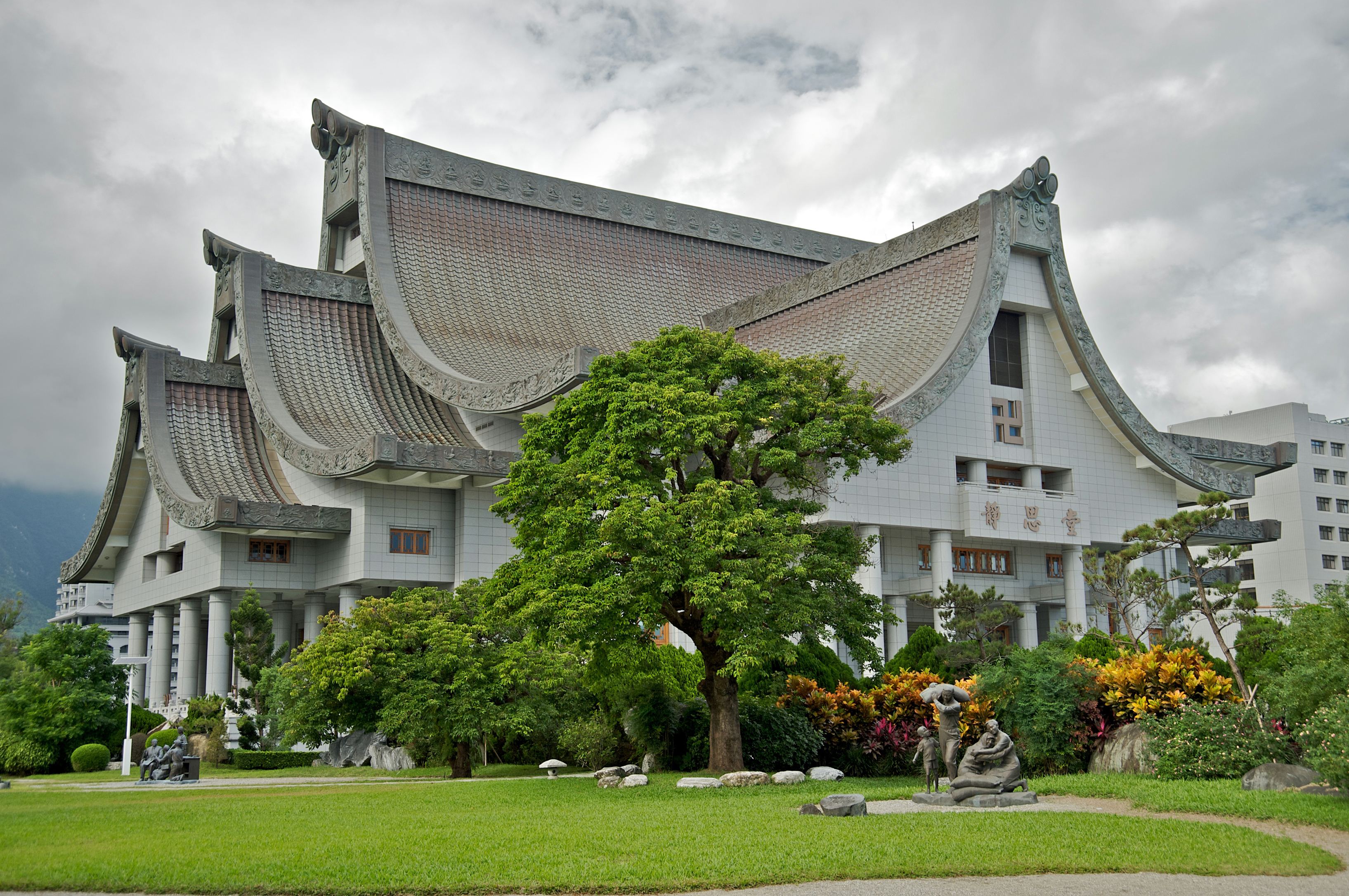
سالن «هنوز فکر» متعلق به بنیاد بشردوستانه تزوچی
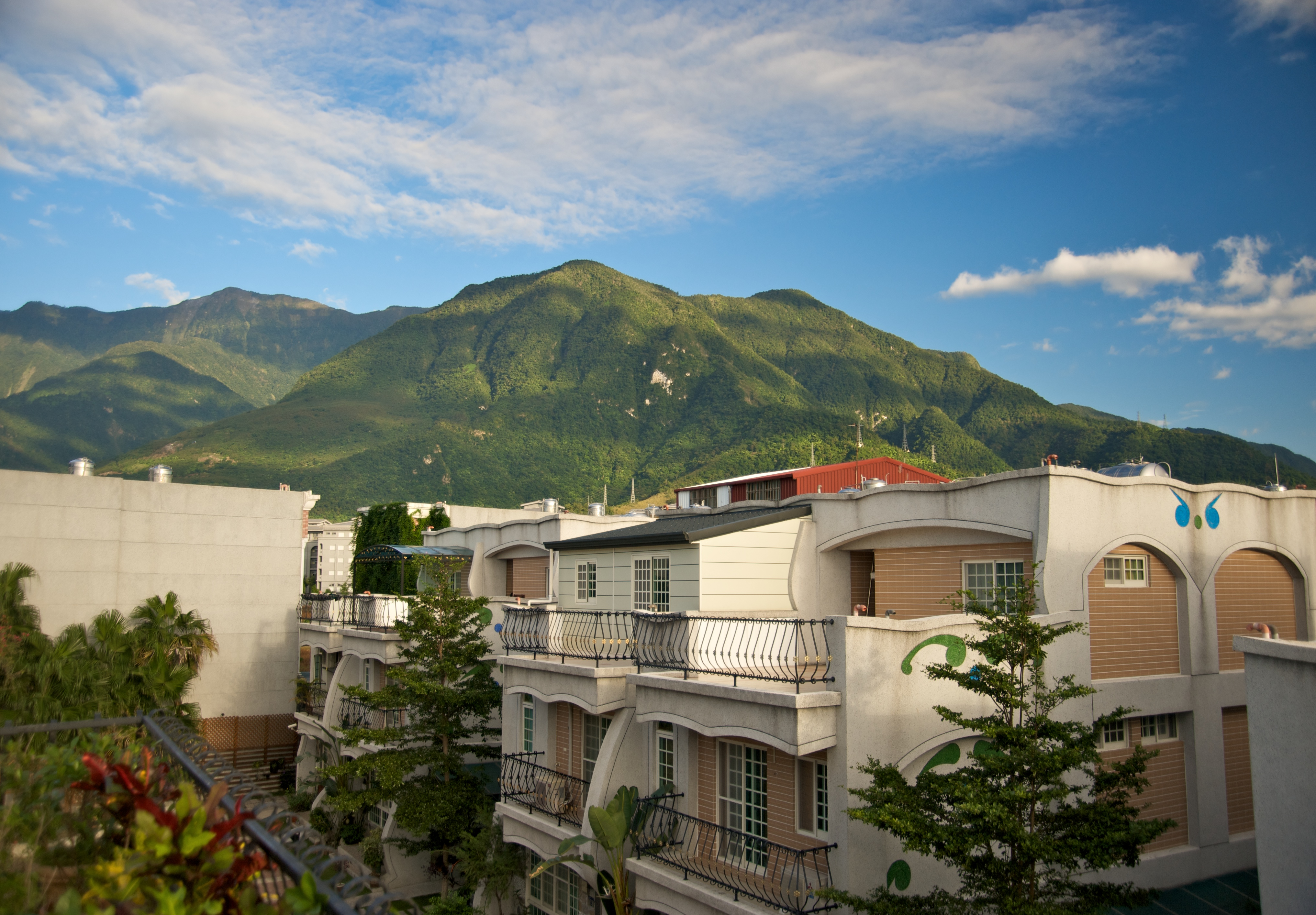
مناطق مسکونی شهر
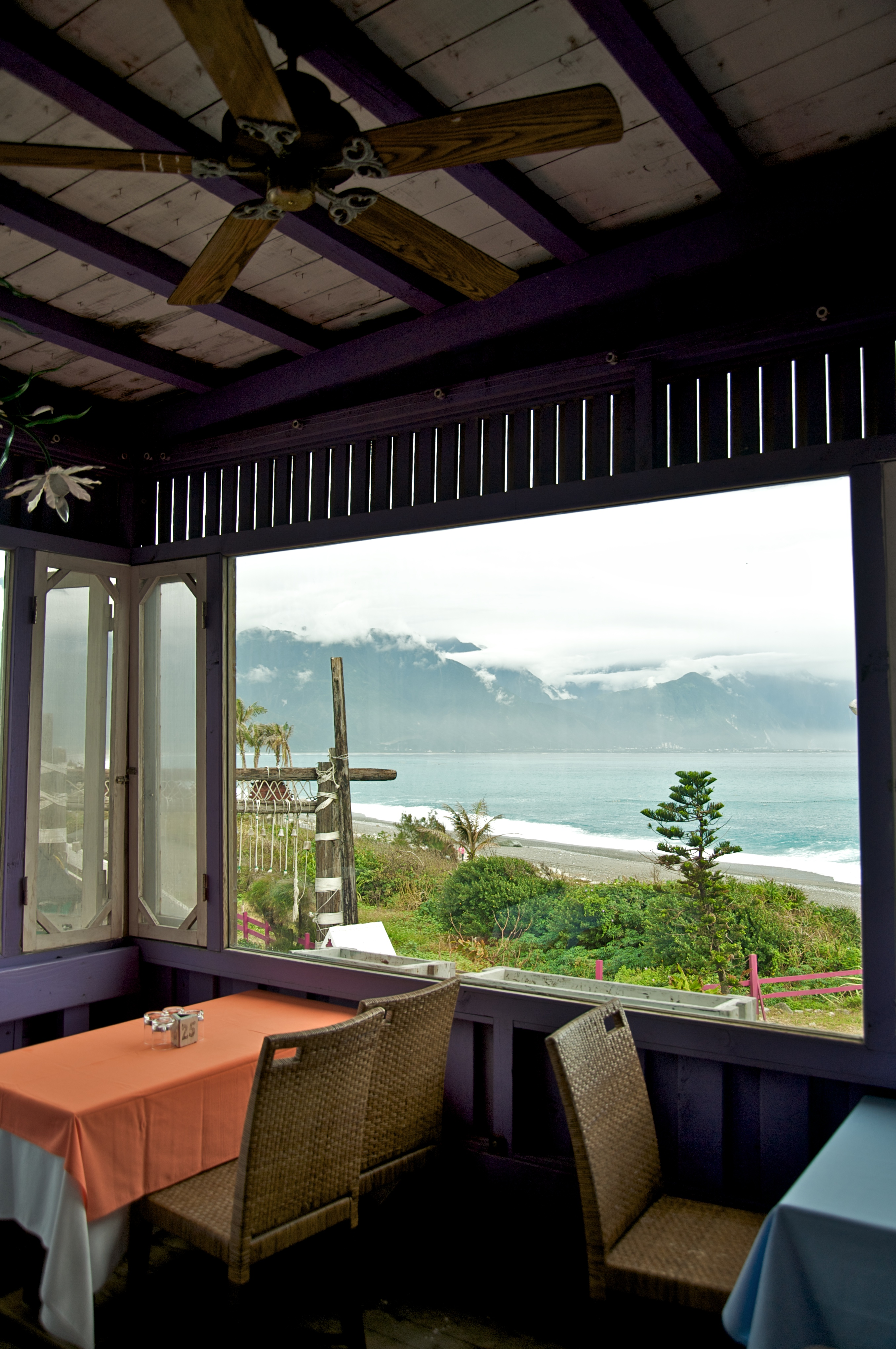
منطقه حفاظت‌شده یوآن‌یه
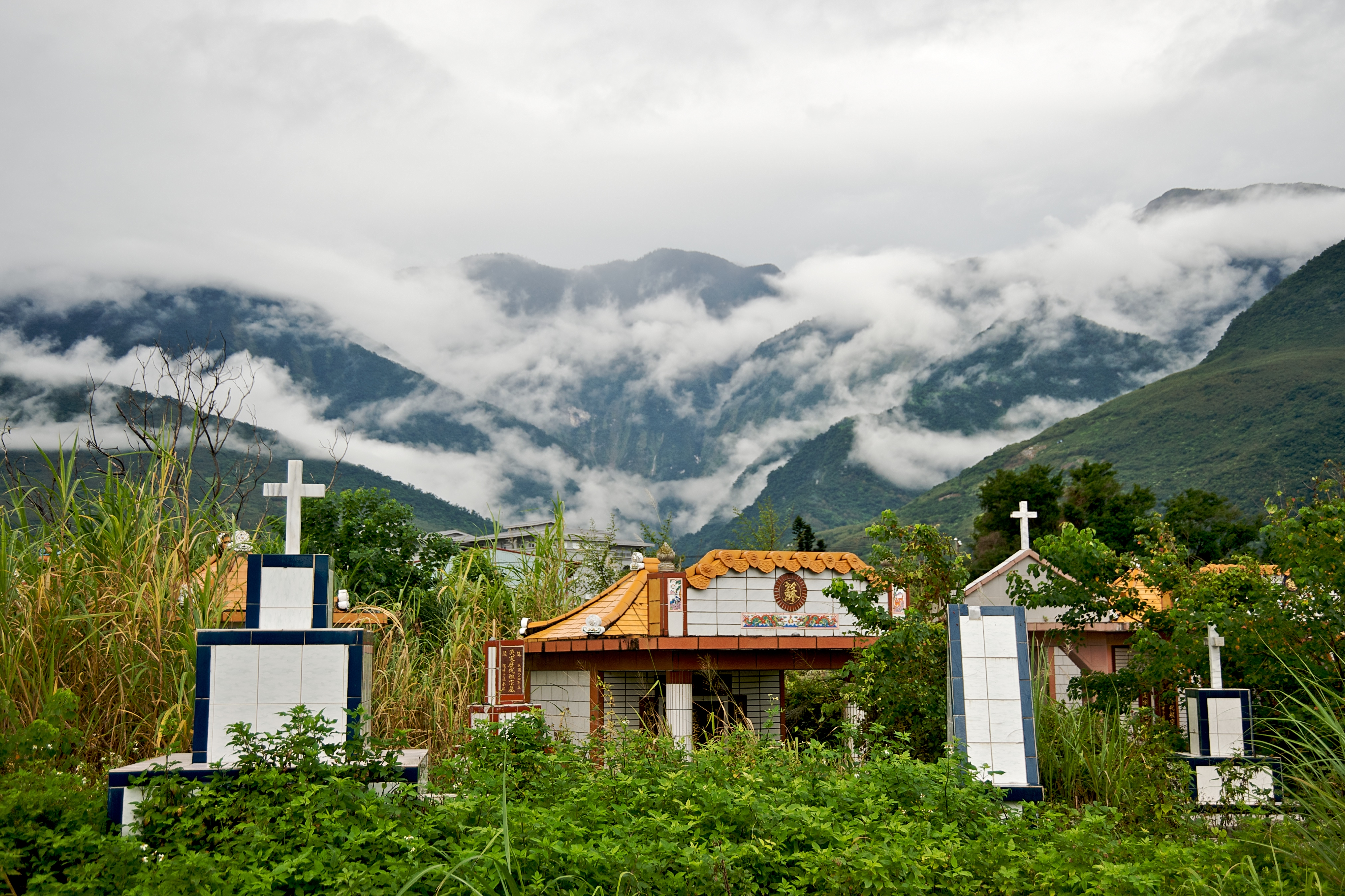
گورستان کنار جاده
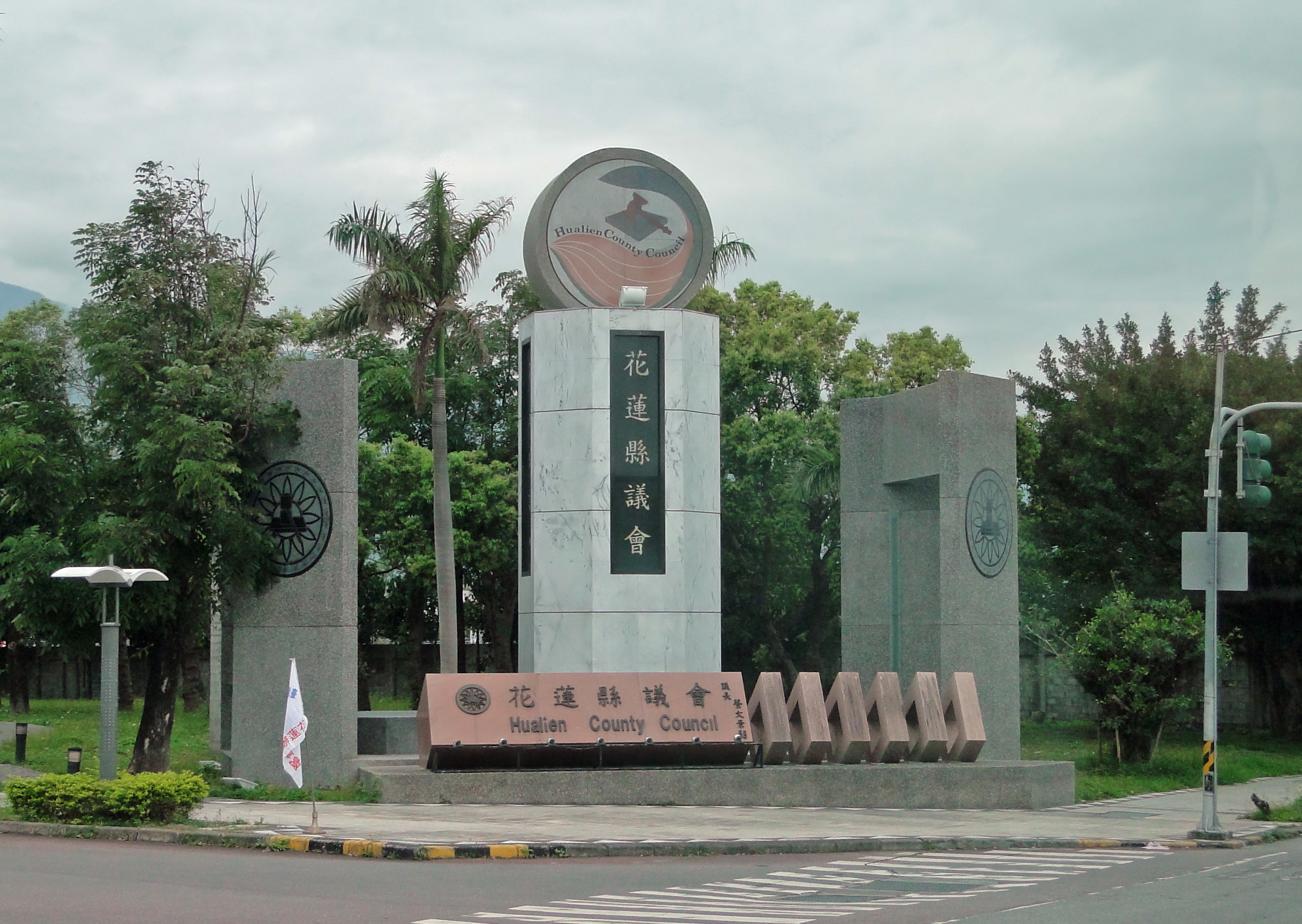
شورای شهر هوالیان